# Noshörning (träsnitt)
Noshörning är ett träsnitt från 1515 av den tyske konstnären Albrecht Dürer. Det föreställer en indisk pansarnoshörning. Dürer hade aldrig sett en verklig noshörning, utan gjorde bilden utifrån en skriftlig beskrivning och en skiss av en noshörning som hade anlänt till Lissabon den 20 maj 1515. Detta var den första levande noshörning som hade skådats i Europa sedan 200-talet efter Kristus. Djuret avled i början av 1516 i en skeppsförlisning utanför Italiens kust, efter att Portugals kung Manuel I hade skänkt det till påve Leo X. Sju upplagor av träsnittet gavs ut där det ursprungliga träblocket användes, det sista efter 1620. Dürers ursprungliga teckning av motivet finns på British Museum.
Noshörningen är framställd med anatomiskt inkorrekta detaljer, som ett extra horn på ryggen, fjälliga ben och ett hårt, rustningsliknande pansar. Omkring samma tid som Dürer gjorde sin bild i Nürnberg gjorde även Hans Burgkmair i Augsburg en version av samma motiv. Burgkmairs noshörning är mer anatomiskt korrekt men genererade inte närmelsevis samma dragningskraft.
Dürers bild av noshörningen fick mycket stor spridning, många efterbildningar och dominerade den europeiska uppfattningen av noshörningar långt in på 1700-talet. Även efter detta har den haft ett fortsatt inflytande på bildkonsten. Salvador Dalí var fascinerad av Dürers träsnitt; en reproduktion av det hade funnits i hans barndomshem, och han travesterade det i flera av sina egna verk.